# Nguyễn Thế Kết
Nguyễn Thế Kết (sinh 1959) là một sĩ quan cấp cao trong Quân đội nhân dân Việt Nam, hàm Trung tướng. Ông nguyên là Phó Bí thư Thường trực Đảng ủy, Chính ủy Bộ Tư lệnh Thủ đô Hà Nội (2015–2019).

## Thân thế và sự nghiệp
Ông sinh năm 1959 tại thôn Cung Kiệm, xã Nhân Hoà, huyện Quế Võ (nay là khu phố Cung Kiệm, phường Nhân Hòa, thị xã Quế Võ, tỉnh Bắc Ninh).
Trước đó ông từng giữ chức Chính ủy Bộ Chỉ huy quân sự tỉnh Bắc Ninh
Năm 2011, bổ nhiệm giữ chức Phó Chủ nhiệm Chính trị Quân khu 1
Năm 2014, bổ nhiệm giữ chức Phó Chính ủy Bộ Tư lệnh Thủ đô
Tháng 7 năm 2015, bổ nhiệm giữ chức Chính ủy Bộ Tư lệnh Thủ đô
Tháng 3 năm 2019, ông nghỉ chờ hưu.
Thiếu tướng (2013), Trung tướng (2017)

## Gia đình
Anh trai: Nguyễn Thế Thảo- nguyên Chủ tịch Uỷ ban nhân dân thành phố Hà Nội
Con trai: Nguyễn Thế Công - Phó Giám đốc Sở Xây dựng Hà Nội